# Amalia Lindegren
Amalia Euphrosyne Lindegren (ur. 22 maja lub 23 maja 1814 w Sztokholmie, zm. 27 grudnia 1891 tamże) – szwedzka artystka, malarka i portrecistka. Członkini Szwedzkiej Królewskiej Akademii Sztuki (1856).

## Biografia
Amalia Lindegren urodziła się w Sztokholmie. Była córką Anny Cathariny Lindgren Ekström (zm. 1817) i jej partnera, szlachcica Benjamina Sandelsa (1763–1831), z którym Catharina spotykała się w trakcie małżeństwa z dozorcą Andersem Lindgrenem. W dzieciństwie Amalia była traktowana upokarzająco, co pokazują jej późniejsze obrazy przedstawiające smutne dziewczynki. 
Początkowo sprzedawała rysunki wykonane w stylu Marii Röhl. W 1839 zaczęła malować farbami olejnymi. Trzy lata później została uczennicą Sophie Adolphine Adlersparre, a już w 1843 jej prace prezentowane były na pierwszej wystawie. 
W 1846 jej rysunki zostały dostrzeżone przez artystę i nauczyciela Carla Gustafa Qvarnströma (1810–1867), który był pod tak wielkim wrażeniem jej prac, że dzięki jego znajomościom, jako jedna z czterech kobiet, została przyjęta na studia w Szwedzkiej Królewskiej Akademii Sztuki w 1849. W 1850 została pierwszą studentką tej uczelni, która otrzymała stypendium, dzięki czemu mogła wyjechać na studia do Paryża. Tam została uczennicą Léona Cognieta, a następnie Ange Tissier. W 1854 studiowała w Starej Pinakotece, galerii sztuki w Monachium, w latach 1854–1855 w Rzymie, a następnie w 1856 uczestniczyła w wystawie światowej w Paryżu, po czym wróciła do Szwecji w 1856. Ponownie odwiedziła Paryż w 1859. 
Spotkała tam wiele znanych osobistości kultury tamtych czasów, między innymi Fredrikę Bremer, Olofa Enerotha, Wendelę Hebbe i Sophie Adlersparre. Została opisana jako cicha, skromna i introwertyczna osoba, która nigdy nie wyszła za mąż, nie miała kochanków ani nie rozmawiała wiele przy okazji spotkań towarzyskich. 
Zmarła w Sztokholmie. Przyczyną jej śmierci było zapalenie płuc. 

### Twórczość
Amalia Lindegren była związana ze szkołą malarstwa w Düsseldorfie. Malowała głównie portrety inspirowane twórczością Adolpha Tidemanda, Hansa Gudego i Pera Nordenberga oraz malarzy niemieckich. 
W 1857 odbyła podróż do Dalarny. Jej obrazy tworzone w sentymentalnym stylu, zawierające motywy chłopskiego codziennego życia w tej krainie, a także dzieła przedstawiające smutne dziewczynki (prawdopodobnie inspirowane jej dzieciństwem) miały uczynić ją „najpopularniejszą szwedzką kobietą-malarką swoich czasów". Jej najbardziej znanym obrazem jest najprawdopodobniej Lillans sista bädd. Wiele jej dzieł było pokazywanych w Paryżu, ale też np. w Filadelfii i Chicago.
Jest autorką portretu księżniczki holenderskiej, królowej Szwecji i Norwegii Ludwiki Orańskiej.  

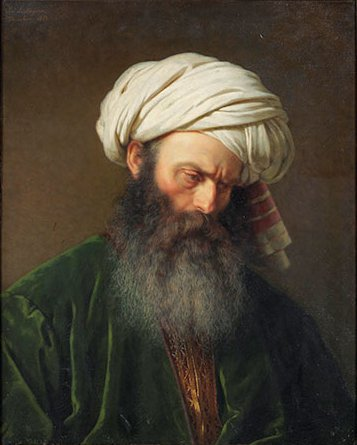
Studie av man i turkiskt dräkt; Turkhufvud (1854)
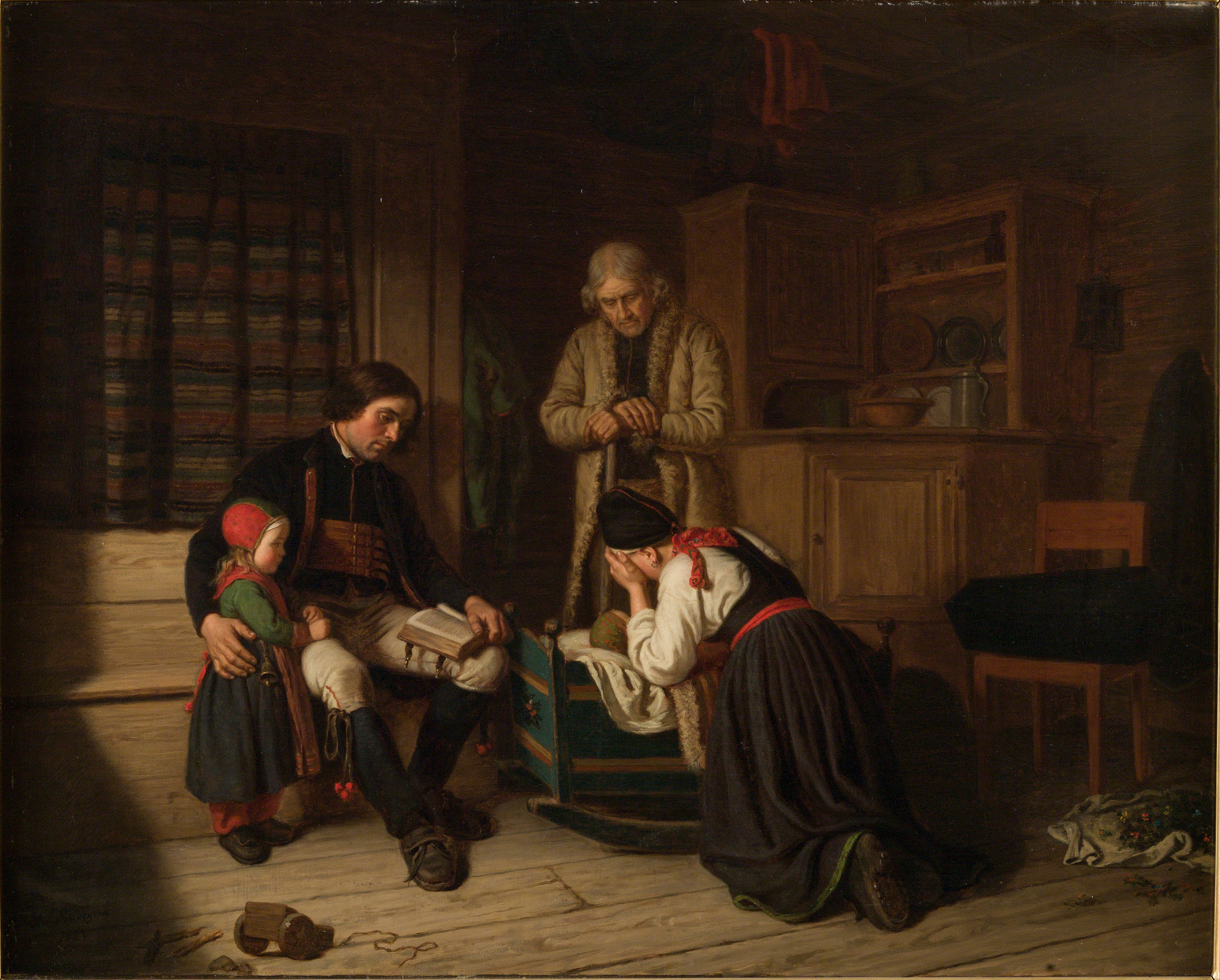
Lillans sista bädd (1858)
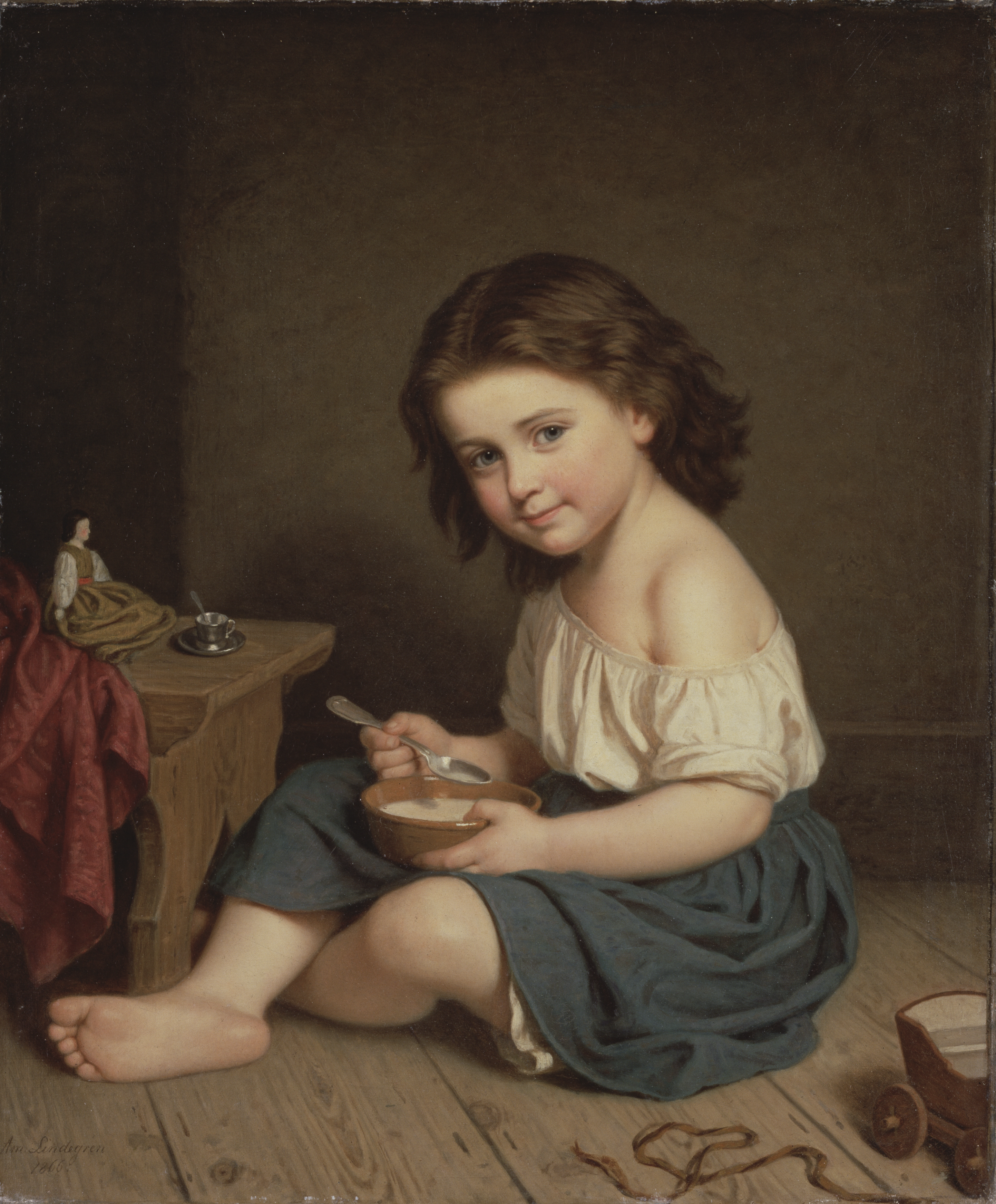
Frukosten (1866)

### Wyróżnienia
Amalia Lindegren została w 1856 członkinią Królewskiej Szwedzkiej Akademii Sztuki. Była także członkinią honorową Brytyjskiego Towarzystwa Kobiet Artystek w Londynie. Otrzymała nagrodę Litteris et artibus.